# Karvaly Mór
Karvaly Mór (Ungvár, 1860 – Merano, 1899. március 9.) magyar festőművész.

## Életpályája
Szülővárosában végezte gimnáziumi tanulmányait. Művészi tanulmányait az országos mintarajztanodában, Székely Bertalan vezetése alatt kezdte meg, majd Bécsben és Münchenben folytatta. Végül két éven át Párizsban Gustave Courtois és Pascal Dagnan-Bouveret egyik kiválóbb tanítványa volt. Karvaly a francia iskola híve volt: szabatos rajz és kolorit jellemezték. Az Ország-Világ és Magyar Salon számára is készített rajzokat.

## Ismertebb művei
- Első cigaretta,
- Svájci korcsma,
- Enyelgés,
- Kellemes teher,
- Egy kis pihenő,
- Latterer lovag tábornok arcképe című képei, amelyek részben a párizsi Szalonban, részben a Képzőművészeti Társulat budapesti kiállításain voltak láthatók.